# DINFIA IA 46
Die DINFIA IA 46 Ranquel, IA 46 Super Ranquel und IA 51 Tehuelche waren einmotorige Mehrzweckflugzeuge des argentinischen Herstellers DINFIA.

## Geschichte und Konstruktion
Die IA 46 wurde für die argentinischen Fliegerclubs und für den Einsatz als Agrarflugzeug in der Landwirtschaft entwickelt. Sie war als abgestrebter Schulterdecker mit nicht einziehbarem Spornradfahrwerk ausgelegt. Der Rumpf bestand aus einer geschweißten Stahlrohrkonstruktion und war, wie auch die Tragflächen, mit Stoff bespannt. In der Maschine fanden ein Pilot und zwei dahinter auf einer Bank untergebrachte Passagiere Platz. Die Tragflächen der Weiterentwicklung IA 51 Tehuelche waren mit Metall beplankt, besaßen größere Landeklappen und eine von 140 auf 172 Liter vergrößerte Treibstoffkapazität. Beim Einsatz als Agrarflugzeug konnten statt 400 Liter Dünger oder Chemikalien nunmehr 500 Liter mitgeführt werden.
Viele Maschinen werden noch heute von den argentinischen Fliegerclubs eingesetzt. Einige Maschinen wurden von der Fuerza Aérea Argentina zum Schleppen von Segelflugzeugen angeschafft.

## Versionen
- IA 46 Ranquel – erste Serienversion  mit Lycoming O-320-A2B-Motor, ein Prototyp und 115 Serienflugzeuge gebaut
  - IA 46 Super-Ranquel – Version mit Lycoming O-360-A1A-Motor, 16 gebaut.
- IA 51 Tehuelche – Ausführung mit metallbeplankten Tragflächen, größeren Landeklappen und auf 500 Liter erhöhter Sprühkapazität. Lediglich ein Exemplar wurde gebaut. Erstflug am 16. März 1963.

## Militärische Nutzung
Argentinien
- Fuerza Aérea Argentina

## Technische Daten
| Kenngröße             | Daten der IA 46 Werte für den Einsatz als Agrarflugzeug in Klammern |
| --------------------- | ------------------------------------------------------------------- |
| Besatzung             | 1                                                                   |
| Passagiere            | 2 oder Sprühausrüstung                                              |
| Länge                 | 7,45 m                                                              |
| Spannweite            | 11,60 m                                                             |
| Höhe                  | 2,15 m                                                              |
| Flügelfläche          | 18 m²                                                               |
| Nutzlast              | 400 Liter Chemikalien statt der Passagiere als Sprühflugzeug        |
| Leermasse             | 630 kg (690 kg)                                                     |
| max. Startmasse       | 1000 kg (1160 kg)                                                   |
| Reisegeschwindigkeit  | 162 km/h                                                            |
| Höchstgeschwindigkeit | 180 km/h                                                            |
| Dienstgipfelhöhe      | 4000 m                                                              |
| Reichweite            | 650 km                                                              |
| Triebwerk             | 1 × Lycoming O-320-A2B Boxermotor mit 112 kW                        |